# Jaromír Korejs
Jaromír Korejs (1. července 1921 Březové Hory – 17. června 1997 Křečovice) byl český římskokatolický kněz, první sekretář a ceremoniář kardinála Štěpána Trochty, osobní arciděkan a teolog.

## Život

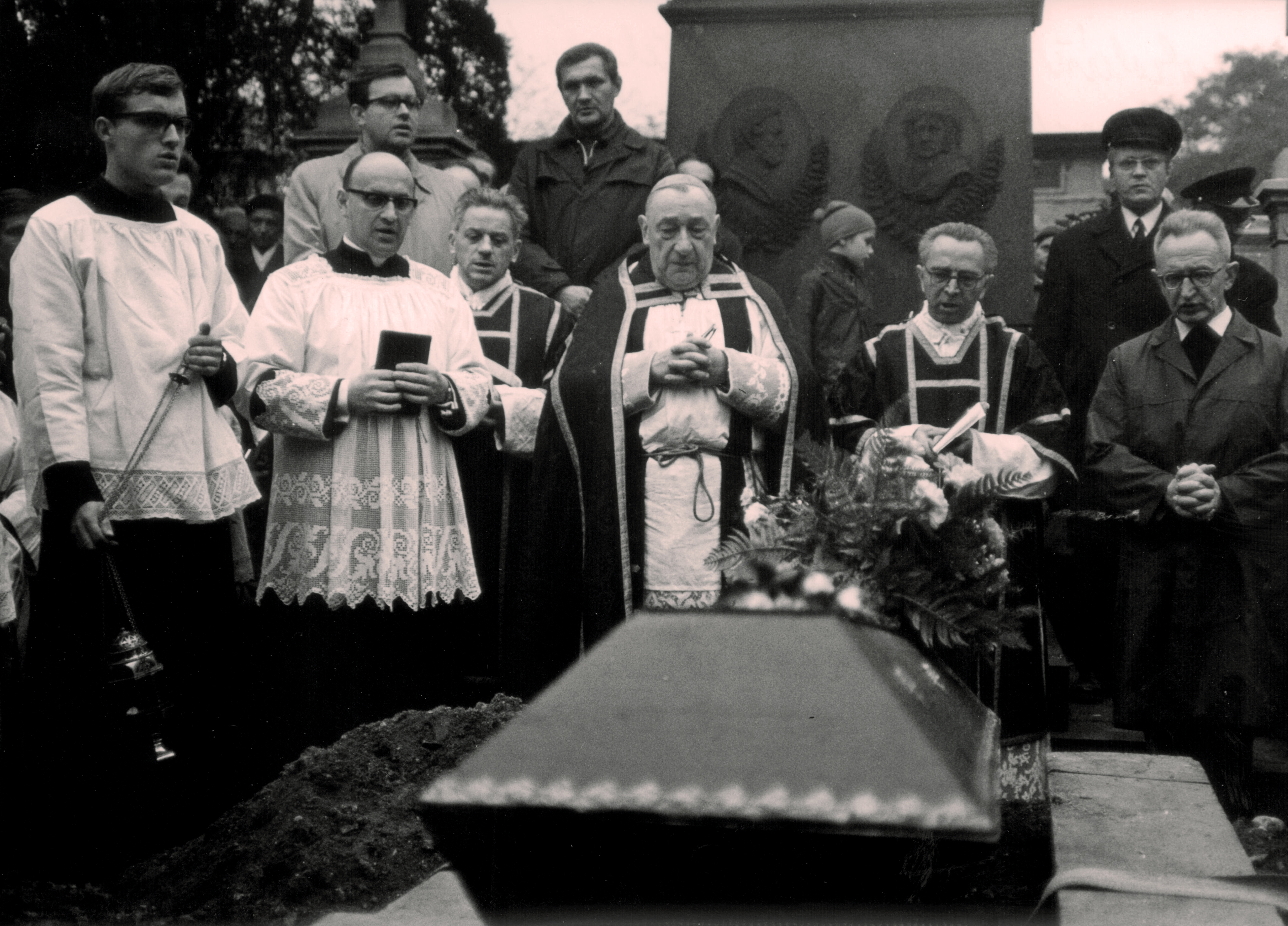
Mons. Korejs (v ministrantském oblečení) asistuje biskupu Trochtovi 25. 10. 1968 při ukládání těla jezuity Adolfa Kajpra do řádové hrobky na Vyšehradě

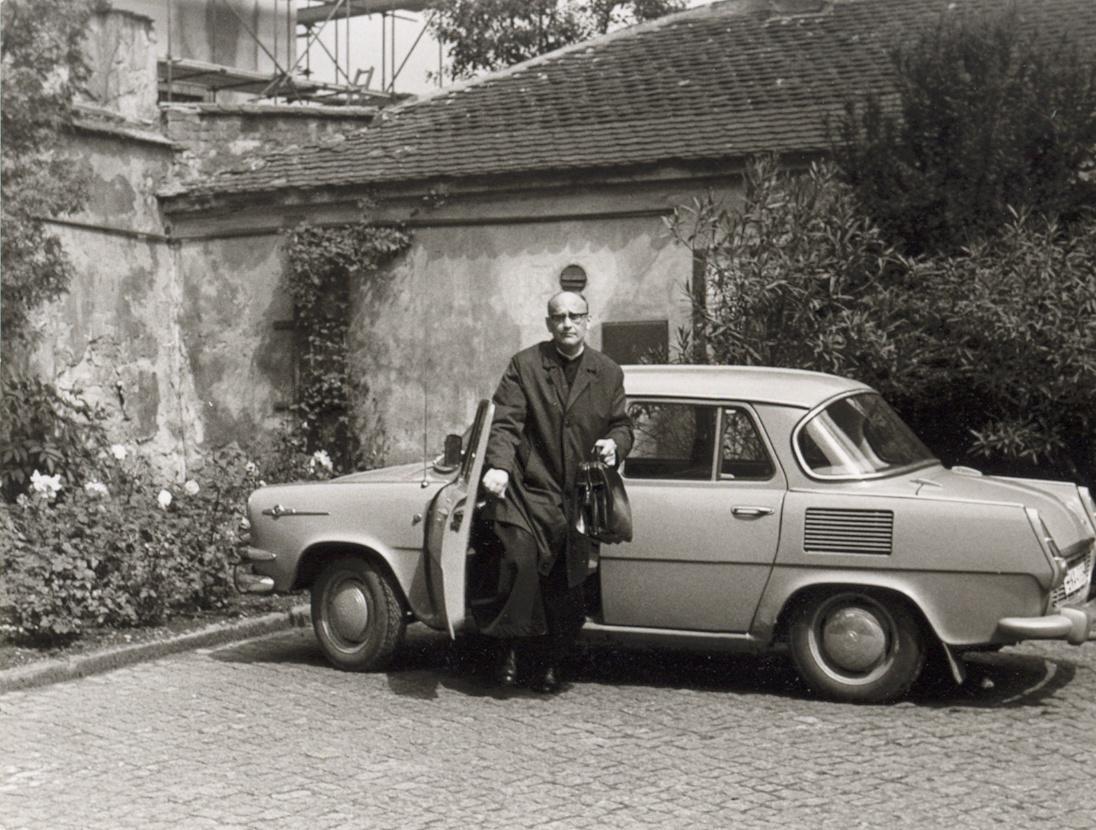
Mons. Jaromír Korejs jako sekretář kard. Trochty, cca 1973

Na kněze byl vysvěcen 26. června 1949 v Litoměřicích. Primici měl pak 12. července 1949 v Příbrami v kostele u sv. Jakuba. Stal se administrátorem v Opařanech a excurrendo také v Ratajích. Dále působil v řadě farností litoměřické diecéze, a po roce 1968, když se vrátil z internace litoměřický biskup Štěpán Trochta, vzal si Jaromíra Korejse jako svého ceremoniáře a prvního ze svých čtyř sekretářů. Po smrti kardinála Trochty v roce 1974 přešel J. Korejs do služeb pražského arcibiskupství. V letech 1975-1997 byl farářem v Křečovicích. Stal se také jedním z členů společnosti Josefa Suka.
V roce 1989 byl pražským arcibiskupem kardinálem Františkem Tomáškem jmenován osobním arciděkanem. Za své zásluhy byl papežem jmenován monsignorem.
Zemřel 17. června 1997 ve věku 75 let. Poslední rozloučení s ním se konalo 26. června 1997 v Křečovicích, kde byl také na místním hřbitově pohřben.